# Axel Charpentier
Pour les articles homonymes, voir Charpentier (homonymie).
Axel Fredrik Charpentier (né le 4 juillet 1865 à Hamina et mort le 9 mars 1949 à Hauho) est un avocat finlandais qui est chancelier de justice dans les années 1920.

## Biographie
Axel Charpentier est le fils du sénateur Gustaf Robert Alfred Charpentier et d'Adolfina Valeria Aschan . 
Charpentier devient docteur en droit en 1897, puis professeur agrégé à Helsinki en 1898, il est nommé procureur en 1909 mais est limogé en 1910 par le gouverneur général russe Nikolaï Bobrikov pour avoir refusé de poursuivre, en tant que procureur, les fonctionnaires finlandais ayant agi contre la nouvelle réglementation instituée dans le cadre des mesures de russification de la Finlande. 
Axel Charpentier est membre du Comité des lois finlandaises de 1905 à 1911, avocat de 1912 à 1918, membre de la Cour suprême de 1918 à 1919 et chancelier de justice de 1919 à 1928. Pendant de nombreuses années, il est secrétaire de l'Association juridique de Finlande et il a publié dans son journal. Politiquement, Charpentier est un libéral.
Propriétaire du manoir d'Hahkiala à Hauho, Axel Charpentier y vit après sa retraite en s'occupant du manoir et de ses terres. 
Kaarlo Juho Ståhlberg, l'ami de Charpentier, est protégé des bombardements aériens d'Helsinki au manoir d'Hahkiala.